# Lianne Sanderson
Lianne Joan Sanderson (Lewisham, 3 febbraio 1988) è una calciatrice inglese, di ruolo centrocampista offensivo o attaccante.
A livello internazionale, Sanderson ha fatto il suo debutto per l'Inghilterra nel maggio 2006. Ha fatto parte della squadra inglese al Campionato mondiale femminile di calcio 2007 e all'Europeo del 2009. Nell'agosto 2010, Sanderson si è lamentata di un trattamento ingiusto e ha dichiarato che non avrebbe più giocato per l'Inghilterra sotto l'allora allenatore Hope Powell.
Con l'arrivo di Mark Sampson come manager nel dicembre 2013, è stata richiamata in squadra e ha partecipato al Mondiale del 2015.

## Carriera

### I primi passi nel calcio
All'età di sei anni, Sanderson ha iniziato a giocare per una squadra di ragazzi nel sud di Londra. Suo padre ha giocato per il Crystal Palace. La Sanderson dice di aver implorato suo padre di lasciarla giocare in una squadra dall'età di cinque anni.
All'età di nove anni, Sanderson ha firmato per l'Arsenal.

### Club

#### Arsenal

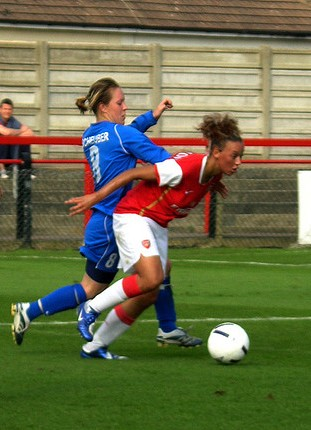
Sanderson affrontata da Heather Scheuber del Birmingham City, ottobre 2006.

Sanderson si è unita all'Arsenal nel 1997 grazie al loro programma per i giovani. La sua prima stagione completa in prima squadra è stata nel 2003-2004 e, da quel momento in poi, ha sempre giocato in prima squadra. Nella finale della FA Women's Cup del 2006, Sanderson ha segnato il quinto gol di una vittoria per 5-0 sul Leeds United, ed è stata votata Player of the Match.
Sanderson ha terminato la stagione 2006-07 come capocannoniere dell'Arsenal, con 40 gol segnati in 41 presenze in quattro competizioni, tutte vinte dall'Arsenal. Nella stagione 2007-08, ha collezionato 51 gol - in 36 presenze - tra cui il terzo nel trionfo dell'Arsenal per 4-1 contro il Leeds United nella finale di FA Women Cup.

#### Chelsea
Il 3 luglio 2008, Sanderson e Anita Asante, sua compagna all'Arsenal, firmano per il Chelsea Ladies. Dopo aver firmato, Sanderson ha dichiarato: "Ho sempre detto che non avrei mai giocato per nessun altro tranne il Chelsea. Sono stata all'Arsenal per 11 anni ed è un grande cambiamento per me lasciare la squadra, ma sia io che Anita volevamo una nuova sfida: a volte devi provare nuove cose e sfidare te stesso, e non vedo l'ora di farlo qui, non vedo l'ora di cominciare. Speriamo che Anita e io entreremo e aiuteremo il Chelsea a vincere." L'allenatore dell'Arsenal Vic Akers criticò pubblicamente le giocatrici per il modo in cui se ne sono andate: "Pensi di avere rispetto per i giocatori, e poi loro fanno così. È triste."

#### Philadelphia Independence

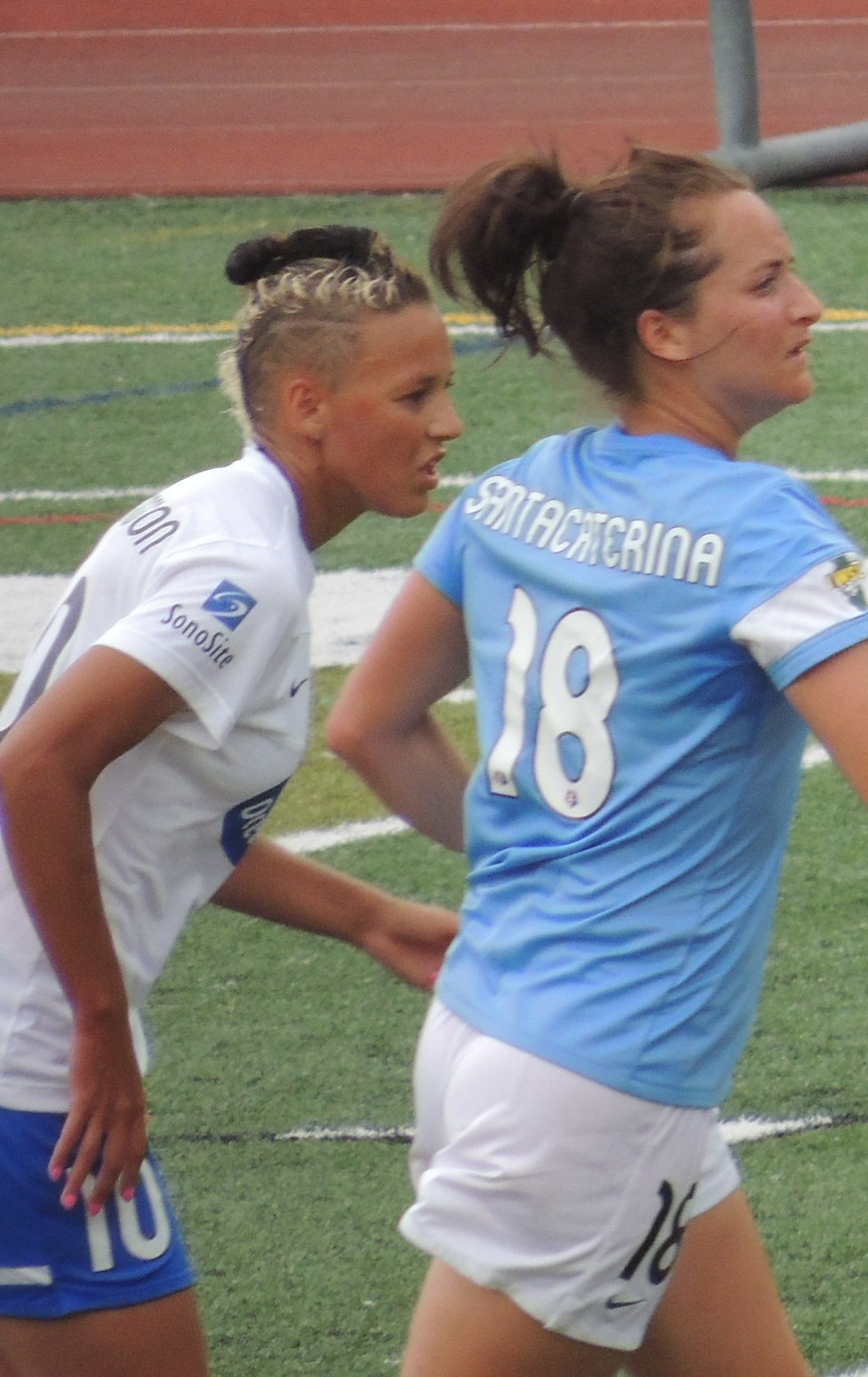
Sanderson con la giocatrice dei Chicago Red Stars Jackie Santacaterina nel 2013.

Sanderson è stata inserita nel draft internazionale del WPS (campionato di calcio femminile professionistico statunitense, antesignano della National Women's Soccer League) e si è unita alla squadra del Philadelphia Independence. Dichiarò che la decisione del suo trasferimento negli Stati Uniti era dovuta anche al ritardo nella nell'istituzione della FA Women's Super League. In due stagioni nel WPS ha segnato otto gol.

#### Espanyol
Al termine della stagione 2011 della Women's Professional Soccer, Sanderson firma per l'Espanyol, nel Campionato spagnolo.

#### D.C. United Women
A maggio del 2012, torna negli Stati Uniti dove, con i colori del D.C. United Women, prende parte alla United Soccer Leagues W-League. Con lei, la compagna di squadra al Philadelphia Independence e all'Espanyol, Joanna Lohman.

#### Boston Breakers
Nel 2013, Lianne Sanderson firma con i Boston Breakers per giocare nella nuova National Women's Soccer League. Al termine del campionato americano, Sanderson e Lohman vanno in prestito al club cipriota Apollōn Lemesou per disputare la UEFA Women's Champions League.

#### Arsenal
Nel novembre del 2014 Sanderson torna al suo primo club, l'Arsenal Women. La sua seconda esperienza con il club dura solo 8 mesi e si chiude il 10 luglio 2015.

#### Portland Thorns FC
Nell'agosto del 2015 viene annunciato il trasferimento della Sanderson alla squadra statunitense del Portland Thorns FC. Il 9 agosto dello stesso anno fa il suo debutto subentrando alla connazionale Jodie Taylor nella vittoria 2–1 contro il Chicago Red Stars. Dopo cinque presenze, di cui solo 2 da titolare, per il Portland in quella stagione, Sanderson, alla fine del campionato decide di tornare in prestito all'Apollōn Lemesou di Cipro.

#### Orlando Pride
L'Orlando Pride - nuova franchigia della NWSL - ha selezionato Sanderson come settima scelta durante l'Expansion Draft 2015 della National Women's Soccer League, oltre a Alex Morgan e Kaylyn Kyle altri acquisti da Portland. Prima di essere ceduta dal Pride a 10 settimane dall'inizio del campionato, nel giugno 2016, Sanderson aveva sul tabellino due gol e un assist, il doppio della Morgan nonostante avesse giocato la metà dei minuti e avesse tentato 22 tiri in meno.shots.

#### Western New York Flash
Nel giugno 2016, Sanderson è stata scambiata dall'Orlando Pride con i Western New York Flash. Il Flash ha vinto il campionato NWSL nel 2016. Tuttavia, la stagione di Sanderson si è conclusa il 17 settembre, quando si è infortunata al legamento crociato anteriore e menisco del suo ginocchio destro, mentre giocava per il Flash in un'amichevole contro la Thailandia.
Da quando la squadra è stata trasferita in Carolina del Nord, non ha partecipato a nessun allenamento, prendendosi il tempo per continuare la riabilitazione dall'infortunio. Non è stata convocata per nessuno dei turni preliminari per la stagione 2017 del North Carolina Courage e, dai suoi social media si può capire che risieda a Limassol, Cipro e potrebbe essere coinvolta in attività di coaching e allenamento con il suo club precedente, l'Apollōn Lemesou.

#### Juventus e LA 10
Nell'estate del 2018 passa alla Juventus Women. Con la maglia bianconera debutta il 23 settembre 2018 nella prima partita di campionato contro il ChievoVerona Valpo, entrando in campo al 45' e segnando la sua prima rete dopo 4 minuti.
Dopo una sola stagione, nell'estate 2019 lascia le bianconere insieme alla compagna Ashley Nick. Rimasta svincolata, si accasa, assieme alla succitata compagna, alla squadra maschile del LA 10 di proprietà dell'ex juventino Del Piero, debuttando con la stessa nel gennaio 2020 e diventando la prima calciatrice a giocare in un campionato maschile.

### Nazionale
Sanderson ha giocato per l'Inghilterra ai livelli Under-15, 17, 19 e 21. Il 3 maggio 2006 è stata convocata per la prima squadra inglese. Colpisce la traversa con un tiro da 25 metri, poco dopo essere entrata dalla panchina per il suo debutto contro l'Ungheria. È stata convocata per lo spareggio di qualificazione alla Coppa del Mondo contro la Francia nel settembre 2006 per sostituire Jo Potter, infortunata.
Ha segnato il suo primo goal nella vittoria dell'Inghilterra per 4-0 contro l'Irlanda del Nord il 13 maggio 2007, valevole per le qualificazioni a Euro 2009. Era alla sua quinta presenza.
Il 16 agosto 2010 Sanderson ha annunciato di non voler più essere convocata dalla nazionale inglese finché la selezionatrice Hope Powell fosse rimasta alla sua guida tecnica, convinta di aver ricevuto un trattamento ingiusto sia dalla gerarchia inglese che da Powell.
Sanderson non viene quindi inclusa nella selezione inglese per il Mondiale di calcio femminile del 2011 né nella squadra della Gran Bretagna per le Olimpiadi di Londra 2012, anch'essa selezionata da Powell. Sanderson ha continuato a criticare pubblicamente la gestione di Powell: "Ho sentito che [l'Inghilterra] voleva giocatori come robot che facessero letteralmente tutto ciò che veniva chiesto di fare".
Dopo l'inaspettata pessima performance dell'Inghilterra a Euro 2013, Powell è stata licenziata dalla Football Association (FA). Un articolo del The Guardian suggeriva che "i pezzi iniziarono a staccarsi" quando Sanderson lasciò la squadra. Quando anche Katie Chapman si ritirò dalla selezione nel 2011, dopo un litigio con Powell, l'Inghilterra aveva perso due delle sue giocatrici più talentuose, entrambe per questioni che non riguardavano il campo.
Sanderson ha ricucito i rapporti con la nazionale inglese dopo l'arrivo di Mark Sampson e ha giocato una parte del Mondiale di Canada 2015 dove la sua squadra riuscì a classificarsi al terzo posto.

## Palmarès

### Titoli nazionali
- FA Women's Premier League National Division: 5

Arsenal: 2003-2004, 2004-2005, 2005-2006, 2006-2007, 2007-2008
- FA Women's Cup: 4

Arsenal: 2003-2004, 2005-2006, 2006-2007, 2007-2008
- FA Women's Premier League Cup: 2

Arsenal: 2004-2005, 2006-2007
- FA Women's Community Shield: 2

Arsenal: 2004-2005, 2005-2006
- Campionato italiano: 1

Juventus: 2018-2019
- Coppa Italia: 1

Juventus: 2018-2019

### Titoli internazionali
- UEFA Women's Cup: 1

Arsenal Ladies: 2006-2007

## Vita privata
La Sanderson è dichiaratamente lesbica. Nel 2014 era fidanzata con l'allora compagna di squadra Joanna Lohman, ma in seguito le due giocatrici si sono separate.
Dal 2014 è fidanzata con la calciatrice ed ex compagna di squadra nella Juventus Ashley Nick.